# Three Billboards Outside Ebbing, Missouri
Three Billboards Outside Ebbing, Missouri ist ein Spielfilm von Martin McDonagh aus dem Jahr 2017. Das zwischen Rachethriller, Filmdrama und schwarzer Komödie angesiedelte Werk basiert auf einem Originaldrehbuch des Regisseurs. Es erzählt von einer verbitterten Frau, dargestellt von Frances McDormand, die in einer fiktiven amerikanischen Kleinstadt nach dem Mord an ihrer Tochter auf drei großen Werbetafeln den örtlichen Polizeichef, gespielt von Woody Harrelson, der Untätigkeit anklagt. Ihre aufrührerische Aktion mündet in einem erbitterten Kleinkrieg.
Der Film feierte im Rahmen der Filmfestspiele von Venedig am 4. September 2017 Premiere, am 10. November 2017 kam er in die US-amerikanischen und am 25. Januar 2018 in die deutschen Kinos. Bei den Oscars 2018 wurde er in sieben Kategorien nominiert, unter anderem als bester Film, und gewann letztlich in zweien: Frances McDormand wurde als beste Hauptdarstellerin und Sam Rockwell als bester Nebendarsteller ausgezeichnet.

## Handlung
Mildred Hayes lässt an einer Landstraße in der Nähe der beschaulichen Gemeinde Ebbing großformatige Werbeplakate auf drei jahrzehntelang ungenutzten Plakatwänden anbringen. Ein Jahr sollen die Plakate dort hängen bleiben; mit dem verantwortlichen Vermieter Red Welby hat sie dafür 5.000 Dollar monatlich vereinbart. In großen schwarzen Buchstaben auf rotem Grund sind dort nun am Straßenrand die Sätze „Raped While Dying“ („Vergewaltigt, als sie im Sterben lag“), „Still No Arrests?“ („Und noch keine Verhaftungen?“) und „How come, Chief Willoughby?“ („Wie kommt das, Chief Willoughby?“) zu lesen.
Mildreds Tochter Angela wurde sieben Monate zuvor in der Nähe ihres Elternhauses vergewaltigt, ermordet und anschließend verbrannt. Der Täter wurde nie gefasst. Chief Bill Willoughby und Officer Jason Dixon von der örtlichen Polizei verwenden nach Mildreds Meinung zu wenig Mühe darauf, den Fall aufzuklären; sie diskriminieren lieber die afroamerikanische Bevölkerung ihrer Heimatstadt. Mit der Plakataktion will Mildred die Polizei zum Handeln zwingen. Auch ein Fernsehsender wird aufmerksam und berichtet über die Aktion.
Willoughby sucht Mildred zu Hause auf und erklärt ihr, dass die genetischen Spuren am Tatort nirgends hinführen, weil das entsprechende Erbgutprofil in keiner Datenbank verzeichnet sei, und dass es außerdem keine Augenzeugen gebe, weshalb er in diesem Mordfall nicht weiterkomme. Die einzige Chance sei, dass der Täter irgendwann den Fehler mache, seine Tat auszuplaudern. Mildred zeigt sich wenig beeindruckt. Selbst als Willoughby sie um Rücksicht bittet, weil er an Bauchspeicheldrüsenkrebs erkrankt ist und nur noch wenige Monate zu leben hat, bleibt Mildred hart und erklärt ihm, dies sei der Grund gewesen, warum sie die Tafeln jetzt habe aufstellen lassen, denn wenn er erst einmal gestorben sei, brächten diese ja nichts mehr.
Mildreds Sohn Robbie möchte das Unglück am liebsten vergessen. Doch genau wie ihr Ex-Ehemann Charlie, der Mildred für eine jüngere, 19-jährige Frau verlassen hatte, weiß er, dass seine Mutter sehr entschlossen sein kann. Mildred belässt es nicht bei Worten. So drückt sie dem Zahnarzt, der sie aus Ärger über ihre Plakataktion sehr grob behandelt, den Zahnbohrer in den Daumennagel. Der Gemeindepriester, Father Montgomery, versucht sie zu besänftigen. Doch sie entgegnet ihm, dass die Kirche im Grunde eine „Gang“ sei, in der jedes Mitglied für deren Taten mitverantwortlich ist, also demnach auch für Kindesmissbrauch. Die örtliche Polizei wiederum versucht Mildred einzuschüchtern, indem sie ihre Freundin und Arbeitskollegin Denise wegen des Besitzes einer geringen Menge Marihuana verhaftet.
Der Polizeichef erschießt sich, da er seiner Familie sein Leiden nicht zumuten will. Zuvor hat er – inkognito – noch eine weitere monatliche Rate für die Miete der Werbetafeln bezahlt. Am Tag nach seinem Tod wird ein externer, schwarzer Polizeichef eingesetzt. Eine seiner ersten Amtshandlungen ist die Entlassung von Dixon, der Red Wilby, den Eigentümer der Werbetafeln, im Verlauf eines tätlichen Angriffs aus dem Fenster im ersten Stock eines Gebäudes geworfen hat, weil er ihn wegen der Vermietung der Tafeln für den Tod des Polizeichefs mitverantwortlich macht. Als dann die Werbetafeln auch noch angezündet werden, hält Mildred Dixon zunächst für den Verantwortlichen und rächt sich ihrerseits an der lokalen Polizei, indem sie in der Nacht mehrere Molotowcocktails gegen die vermeintlich leere Polizeidienststelle wirft. Sie weiß nicht, dass sich Dixon dort alleine im Dunkeln aufhält, um einen Brief Willoughbys an ihn zu lesen. Weil Mildred kein Menschenleben gefährden will, hatte sie kurz vor dem Brandanschlag auf der Polizeiwache angerufen, um sicherzustellen, dass sich dort niemand aufhält. Dixon kann das Telefon jedoch nicht hören, da er, während er den Brief liest, Musik über Kopfhörer hört. Er bemerkt das Feuer daher erst, als die Polizeiwache bereits in Flammen steht und die Fluchtwege nahezu versperrt sind.
Bei der Flucht Dixons aus dem brennenden Haus erleidet er schwere Brandverletzungen, kann jedoch die gesamte Akte zum „Fall Angela Hayes“ retten. Er wird im Krankenhaus in dasselbe Zimmer gelegt wie Red, den er einen Tag zuvor verprügelt und aus dem Fenster geworfen hat. Zwischen den beiden kommt es zu einer Art Versöhnung.
Mildred Hayes erhält unterdessen Besuch von einem unbekannten Mann. Er tritt von Anfang an bedrohlich gegenüber Mildred auf und gibt an, sie wegen der Werbetafeln aus dem Fernsehen zu kennen. Auf die Frage, wer er sei, stellt er in drohender Haltung gegenüber Mildred drei Möglichkeiten in den Raum: Er könne ein Freund Willoughbys sein, er könne ein Freund ihrer Tochter sein oder er könne deren Mörder und Vergewaltiger sein. Auf die Frage Mildreds, ob er letzteres sei, schüttelt er den Kopf, sagt aber, dass er es gerne getan hätte, denn er habe ihr Foto in der Zeitung gesehen.
Der aus dem Krankenhaus entlassene Dixon belauscht angetrunken in einer Kneipe das Gespräch zweier Männer. Einer davon ist der Mann, der Mildred in ihrem Laden aufgesucht und bedroht hat. In dem Gespräch mit seinem Freund in der Kneipe brüstet er sich mit einer Vergewaltigung und der anschließenden Verbrennung des Opfers. Dixon hört das Gespräch zufällig, sucht in der Folge absichtlich Streit mit dem Mann, wobei er diesen im Gesicht kratzt, um so an eine Gewebeprobe zu kommen. Dafür nimmt er in Kauf, von ihm verprügelt zu werden. Dixon erzählt Mildred, dass er möglicherweise den Mörder ihrer Tochter gefunden hat. Der neue Leiter der Polizei in Ebbing teilt Dixon allerdings mit, dass die DNA-Spuren nicht übereinstimmen und der Verdächtige laut Aussage seines Vorgesetzten zum Tatzeitpunkt als Soldat im Ausland war. In welchem Land genau, ist geheim.
In der Schlusssequenz begeben sich Mildred und Dixon gemeinsam auf den Weg, um diesen Mann in Idaho zur Rechenschaft zu ziehen. Dixon kennt über das Nummernschild dessen Namen und Adresse. Zwar scheidet er für Dixon und Mildred als Täter aus – sie weiß nicht, dass es derselbe Mann ist, der sie im Laden aufgesucht und bedroht hat – allerdings ist er für Dixon zweifelsfrei ein schuldiger Vergewaltiger. Unterwegs kommen beiden aber Zweifel an der geplanten Tötung des Mannes. Es bleibt offen, ob sie ihr Vorhaben in die Tat umsetzen werden.

## Produktion

### Filmtitel, Stab und Dreharbeiten
Der Filmtitel bezieht sich auf die drei Plakatwände (engl. „Billboards“) an der Landstraße außerhalb der fiktiven Gemeinde Ebbing in Missouri, die Mildred Hayes für ein Jahr anmietet. Regie führte Martin McDonagh, der auch das Drehbuch schrieb. Die Idee für den Film war McDonough während eines Roadtrips gekommen, bei dem ihm drei kleine Schilder an der Interstate 10 in der Nähe von Vidor östlich von Beaumont auffielen: „Vidor Police Botched Up the Case“, „Waiting For Confession“ und „This Could Happen to You“. Mit den Billboards wollte James Fulton, der Vater von Katherine Fulton Page, seiner Wut Ausdruck verleihen, dass man den Autounfall seiner Tochter nicht als einen Mord durch deren Ex-Ehemann erkannte. Page, die Mutter von zwei Kindern war, wurde am 14. Mai 1991 tot in ihrem Auto im texanischen Vidor aufgefunden. Allerdings wurde ihr Tod nicht durch einen Unfall verursacht, wie die Ermittler herausfanden. Page war erwürgt worden und das Unfallszenario nur nachgestellt, wofür das Auto 100 Meter von ihrem Haus entfernt frontal in einen Graben gefahren wurde. Trotz dieser Hinweise war es in dem Fall nie zu einer Verhaftung gekommen.
Gedreht wurde an 33 Tagen in Sylva, rund um Asheville und in Black Mountain in North Carolina. Als Kameramann fungierte Ben Davis.

### Besetzung und Synchronisation
Oscarpreisträgerin Frances McDormand spielt im Film Mildred Hayes, Lucas Hedges ihren Sohn Robbie und John Hawkes ihren Exmann Charlie. Chief Bill Willoughby wird von Woody Harrelson verkörpert, und Sam Rockwell spielt Officer Jason Dixon. Kathryn Newton übernahm die Rolle von Angela, Samara Weaving spielt Penelope, und Nick Searcy ist in der Rolle von Father Montgomery zu sehen. Mama Dixon wird von Sandy Martin gespielt, Ebbings neuer Polizeichef Abercrombie von Clarke Peters und der Werbeverkäufer Red Welby von Caleb Landry Jones. Abbie Cornish übernahm die Rolle von Anne Willoughby.
Die deutsche Synchronisation entstand nach einem Dialogbuch und unter der Regie von Marius Clarén bei der Interopa Film GmbH in Berlin.

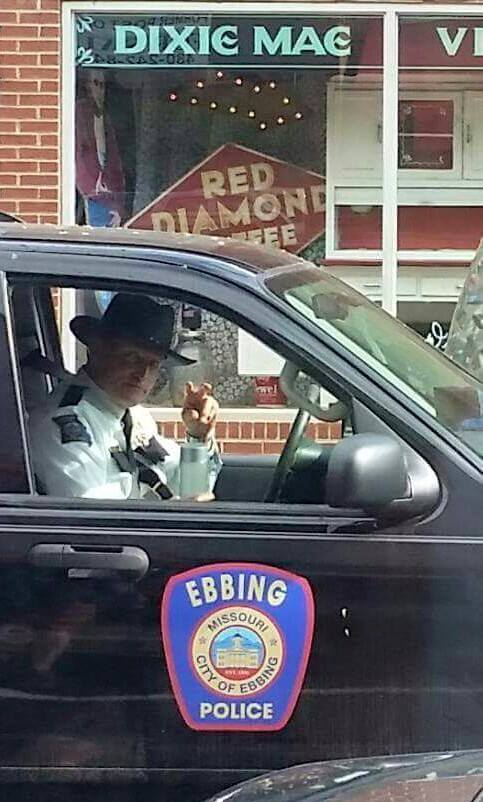
Woody Harrelson spielt im Film Chief Bill Willoughby, hier während der Dreharbeiten in Sylva im Mai 2016

| Darsteller         | Synchronsprecher     | Rolle                 |
| ------------------ | -------------------- | --------------------- |
| Frances McDormand  | Heidrun Bartholomäus | Mildred Hayes         |
| Woody Harrelson    | Thomas Nero Wolff    | Chief Bill Willoughby |
| Sam Rockwell       | Dietmar Wunder       | Officer Jason Dixon   |
| John Hawkes        | Torsten Michaelis    | Charlie Hayes         |
| Peter Dinklage     | Claus-Peter Damitz   | James                 |
| Lucas Hedges       | Marco Eßer           | Robbie Hayes          |
| Abbie Cornish      | Marie Bierstedt      | Anne Willoughby       |
| Caleb Landry Jones | Tim Sander           | Red Welby             |
| Clarke Peters      | Oliver Stritzel      | Chief Abercrombie     |
| Kerry Condon       | Julia Kaufmann       | Pamela                |
| Samara Weaving     | Kaya Marie Möller    | Penelope              |
| Kathryn Newton     | Jodie Blank          | Angela Hayes          |
| Sandy Martin       | Katja Brügger        | Mama Dixon            |
| Brendan Sexton III | Tommy Morgenstern    | Verdächtiger          |
| Nick Searcy        | Helmut Gauß          | Father Montgomery     |

### Filmmusik und Soundtrack
Die Filmmusik komponierte Carter Burwell. Trotz des ländlich anmutenden Americana-Szenarios und der dramatischen Tiefe der Geschichte, von der man erwartet, dass sie selbst musikalisch inspirierend sein würde, hatte Burwell große Schwierigkeiten, die richtige Herangehensweise an die Filmmusik zu finden, und wurde schließlich von etwas ungewöhnlich Banalem inspiriert: dem Kostümdesign des Films. Burwell erinnert sich: „Ich bemerkte, dass Mildred ihr Outfit änderte, als sie auf dem Kriegspfad war, und dass andere Charaktere auch ihr Aussehen änderten, als sie zwischen den Rollen wechselten, die sie in dieser kleinen Stadt spielten. Ich bekam das Gefühl, dass Gewalt und Rache die vordergründigen Themen des Films sind. Da es in der Geschichte so viele vollwertig gezeichnete Figuren gibt, habe ich einen Ansatz von Ennio Morricones Filmmusik aus seinen Spaghetti-Western (die ich liebe) in Betracht gezogen und jeder Figur eine unverwechselbare musikalische Signatur verliehen, die auch bei wechselnden Allianzen bei ihnen bleibt.“ Mildred steht im Zentrum der Erzählung. Das Eröffnungsstück Mildred Goes to War ist eine Kombination von Instrumenten, einschließlich Gitarren, Banjos, Röhrenglocken und Perkussionsinstrumenten, und beinhaltet zudem Stampfen und Klatschen.
Burwells Beitrag zur Filmmusik ist etwas mehr als 20 Minuten lang. Im Film sind zudem die Lieder The Last Rose of Summer, gesungen von Renée Fleming, das auf einem gleichnamigen Gedicht von Thomas Moore basiert und aus der Oper Martha oder Der Markt zu Richmond von Friedrich von Flotow stammt, Buckskin Stallion Blues von Townes Van Zandt, Radio Song von The Felice Brothers, The Night They Drove Old Dixie Down von Joan Baez sowie Chiquitita von ABBA zu hören. Der Soundtrack zum Film umfasst 19 Musikstücke und wurde am 10. November 2017 bei Varese Sarabande veröffentlicht.

### Marketing und Veröffentlichung
Im März 2017 wurde ein erster Trailer zum Film vorgestellt. Premiere feierte der Film am 4. September 2017 im Rahmen der Filmfestspiele von Venedig, wo er im Hauptwettbewerb gezeigt wurde und für den Goldenen Löwen nominiert war. Ebenfalls im September 2017 wurde er beim Toronto International Film Festival vorgestellt. Im September 2017 erfolgte eine Vorstellung beim San Sebastián International Film Festival. Ende September und Anfang Oktober 2017 wurde der Film im Rahmen des Hauptwettbewerbs des Zurich Film Festivals gezeigt und ebenfalls im Oktober 2017 beim Filmfest Hamburg vorgestellt. Beim London Film Festival wurde Three Billboards Outside Ebbing, Missouri am 15. Oktober 2017 als Abschlussfilm gezeigt. Nach einer Verschiebung kam der Film am 10. November 2017 in die US-amerikanischen und am 25. Januar 2018 in die deutschen Kinos.

## Rezeption

### Filmgenre und Altersfreigabe
Der Film ist zwischen Rachethriller, Filmdrama und Komödie angesiedelt. Gregory Ellwood von The Playlist meint, Martin McDonagh habe diesen fast unmöglichen Film als brutale und dunkle Komödie choreografiert, wobei durch das Schauspiel von McDormand und Rockwell eine emotionale Resonanz ausgelöst werde, die man einfach nicht kommen sehe. Auch Steve Pond von The Wrap spricht von einem dunklen und blutigen, aber zugleich lustigen Film, was für McDonagh klassisch sei.
In Deutschland ist der Film FSK 12. In der Freigabebegründung heißt es: „Der insgesamt eher ruhige Film erzählt trotz seiner Anflüge schwarzen Humors eine ernste Geschichte. Dabei werden Themen wie Schuld, Sühne, Gerechtigkeit und Selbstjustiz behandelt. Kinder und Jugendliche ab 12 Jahren sind auf Grund ihres kognitiven und psychosozialen Entwicklungsstands fähig, diese Themen zu verstehen und angemessen zu verarbeiten. Auch vereinzelte Szenen mit heftigerer Gewalt (z. B. zwei massive Schlägereien) sind schlüssig in die Geschichte eingebunden.“

### Kritiken und Einspielergebnis
Der Film konnte bislang 91 Prozent der Kritiker bei Rotten Tomatoes überzeugen und erhielt hierbei durchschnittlich eine Bewertung von 8,4 der möglichen 10 Punkte. Auf Metacritic erhielt der Film einen Score von 88 und wurde als „Must-See“ bezeichnet. Besonders wurde von Kritikern die schauspielerische Meisterklasse von Frances McDormand und Sam Rockwell hervorgehoben. Im Rahmen der Golden Tomato Awards des Jahres 2017 ging der Film als Zweitplatzierter in der Kategorie Beste Filmkomödie hervor.
Owen Gleiberman von Variety erklärt, Three Billboards Outside Ebbing, Missouri sei kein demagogischer Angriff auf die Selbstgefälligkeit der Polizei oder auf die von Männern ausgehende Gewalt und deren Privilegien, auch wenn der Film eine Meditation über diese Dinge sei. Besonders hebt Gleiberman die schauspielerische Leistung von Sam Rockwell in der Rolle von Officer Dixon hervor. Ihn als einen rassistischen und gewalttätigen Polizisten zu sehen, der gleichzeitig ein völliger Loser und ein Mamakind ist, sei eine Offenbarung.
Geoffrey Macnab von The Independent meint, auch wenn der Film wohl kaum viele Preise erhalten werde, sei er dennoch ein überraschendes Werk, und beschreibt dieses als eine perverse, komische und tragische Rachegeschichte, in der alle Figuren unseren oft sehr geringen Erwartungen zuwiderhandelten. Seinen nihilistischen Humor teile der Film mit McDonaghs früherem Film 7 Psychos, und ihre Darstellung reihe sich ein in Filme wie Fargo, für den sie (Frances McDormand) in der Rolle einer schwangeren Polizistin mit einem Oscar ausgezeichnet wurde.
Das Lexikon des internationalen Films schreibt: „Eine meisterliche Mischung aus Rachethriller, Drama und lakonischer Komödie, in der die eskalierenden Konflikte mit schwarzem Humor und einigen Gewaltspitzen entfaltet werden. In dem Maße, wie die Hintergründe der Figuren deutlicher werden, wandelt sich der Film aber zum berührenden Drama, in dem es weniger um Rache als darum geht, untereinander und für sich selbst so etwas wie Gnade walten zu lassen.“
In einer Kritik der dpa zum Film heißt es, dieser lebe von einer Mischung aus schwarzem Humor und berührenden Momenten: „Während der Film vom Schicksal von Mildreds Familie erzählt, offenbart er zugleich gravierende Missstände bei der örtlichen Polizei: Gewalt gegen Schwarze scheint zum Alltag zu gehören.“
Martin Wolf verweist im Spiegel auf die irische Abstammung des Drehbuchautors und Regisseurs Martin McDonagh und urteilt, es sei ein „durch und durch amerikanischer Film über die amerikanische Provinz, wie ihn die Amerikaner allein offenbar nicht mehr hinkriegen“.
Von der Deutschen Film- und Medienbewertung wurde der Film mit dem Prädikat besonders wertvoll versehen. In der Begründung heißt es: „Vordergründig kann Three Billboards Outside Ebbing, Missouri als Anklage gegen Rassismus, Gewalt und patriarchale Machtstrukturen gesehen werden. Im Kern geht es um Schuld, Rache und Versöhnung. Martin McDonagh konfrontiert mit seiner klugen Inszenierung auch damit, wie rasch vorschnelle Urteile gefällt werden.“ Die Jury der Evangelischen Filmarbeit empfiehlt den Film; in epd Film heißt es, er biete „gelungene und nachdenklich machende Unterhaltung“.
In den USA eröffnete der Film am Veterans-Day-Wochenende mit starken 322.168 US-Dollar in vier Kinos, was bezogen auf die durchschnittlichen Einnahmen pro Kino (80.542 US-Dollar) ein außergewöhnlich gutes Ergebnis darstellte. In der Schweiz landete Three Billboards auf Platz 1 der Kino-Charts. Die gesamten weltweiten Einnahmen des Films belaufen sich auf 160,2 Millionen US-Dollar. In Deutschland verzeichnet der Film bislang 731.579 Besucher. Am 2. März 2018 kam der Film in ausgewählte chinesische Kinos und spielte dort nach seinem landesweiten Start bislang umgerechnet 10,2 Millionen US-Dollar ein.

### Frances McDormands Oscar-Dankesrede
Während der Dankesrede von Frances McDormand im Rahmen der Oscarverleihung Anfang März 2018, wo sie für ihre Rolle als beste Schauspielerin ausgezeichnet wurde, wies sie in ihren letzten Worten auf den Inclusion Rider hin und bat alle gemeinsam mit ihr nominierten Frauen, das Projekt zu unterstützen. Zu diesem Zeitpunkt war vielen Bürgern diese Vertragsklausel nicht bekannt. Mit dieser können Schauspieler in der US-amerikanischen Unterhaltungsindustrie verlangen, dass die Besetzung eines Films möglichst vielfältig ist und in ihren Filmen Frauen und Minderheiten ausreichend repräsentiert werden. Die Idee für den Inclusion Rider stammt von Stacy Smith, der Gründerin und Vorsitzenden der USC Annenberg Inclusion Initiative, die ermittelt hatte, dass die Besetzung in den meisten US-produzierten Filmen nicht der amerikanischen Bevölkerung entspricht.

### Vorbild für Protestaktionen im öffentlichen Raum

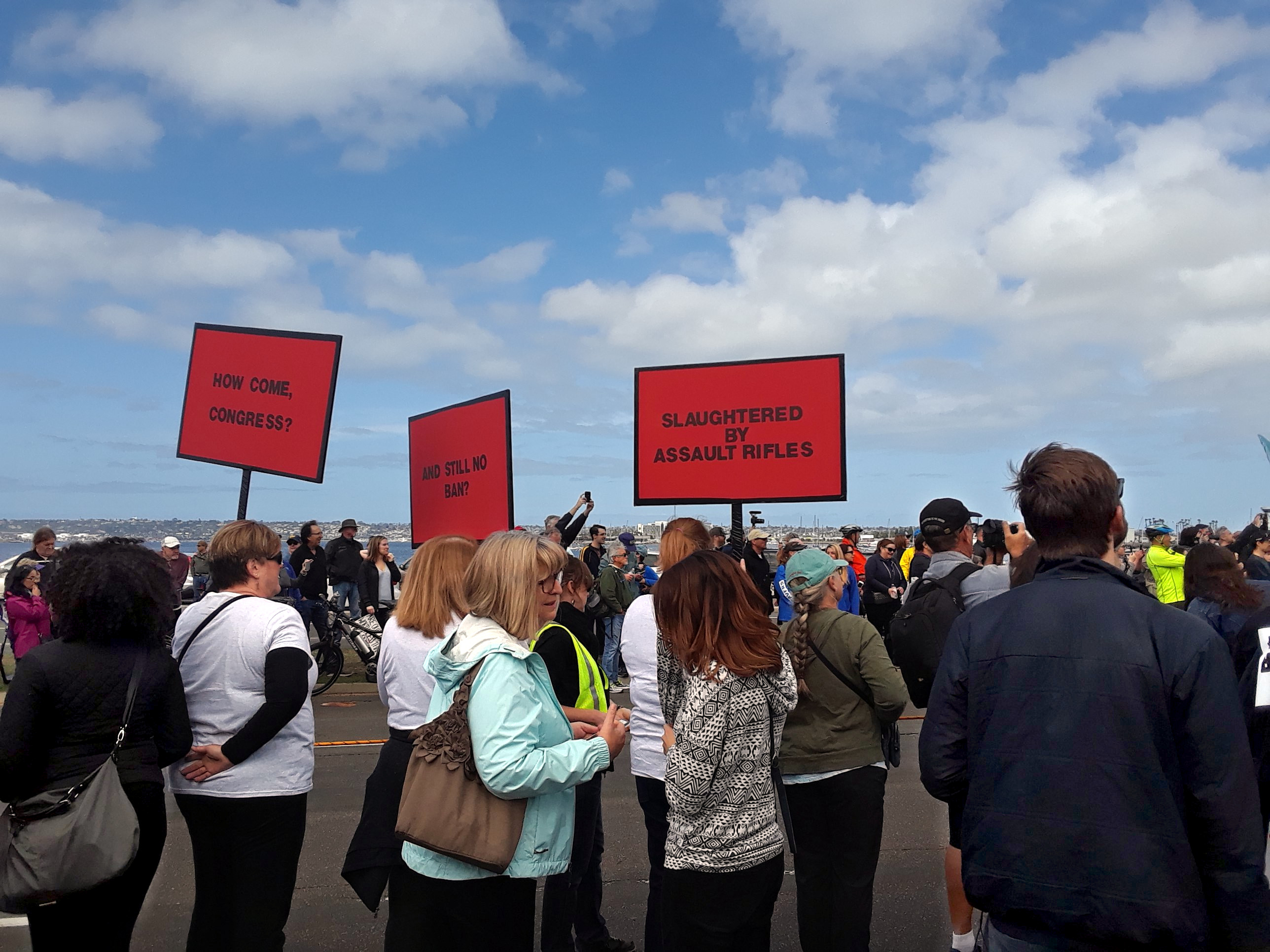
Die roten Plakatwände aus dem Film dienten als Vorbild für verschiedene Protestaktionen, wie hier beim March for Our Lives 2018 in San Diego

Der Film gehört „zu den Vorbildern einer bemerkenswert neuen Protest-Ästhetik“. In London waren im Februar 2018 an der Themse oder vor der St Paul’s Cathedral drei mobile Plakatwände zu sehen, die nach den 71 Toten aus dem Brand im Grenfell Tower 2017 fragten: 71 Dead. (71 Tote), And still no arrests? (Und immer noch keine Festnahmen?), How come? (Wie kommt es, dass niemand zur Verantwortung gezogen wird?). Nach dem Schulmassaker von Parkland, Florida, lauteten die Texte der drei Tafeln: In der Schule ermordet., Noch immer keine schärferen Waffenkontrollen. Wie kommt’s, Marco Rubio? Im Wahlkampf in Rom wurde vor dem Kolosseum vor Bunga Bunga mit Extremisten gewarnt und vor dem Sicherheitsrat der Vereinten Nationen in New York City wurde nach den 500.000 Toten in Syrien gefragt.

### Einsatz im Schulunterricht
Das Onlineportal kinofenster.de empfiehlt Three Billboards für die Unterrichtsfächer Englisch, Deutsch, Ethik, Psychologie, Religion und Rechtslehre und bietet Materialien zum Film für den Unterricht. Dort schreibt Kirsten Taylor, der Film stelle ethische und philosophische Fragen zum Thema Schuld und Sühne oder zum Umgang mit Verlust und Trauer. Im Fach Englisch könne untersucht werden, mit welchen Elementen verschiedener Genres, so etwa Thriller, Western oder Komödie, der Film spielt und welche dramaturgischen Funktionen der Humor einnimmt. Zudem biete sich eine Figurenanalyse an. In Bezug auf Mildred lohne sich ein Vergleich mit Heldinnen antiker Tragödien, und an die Figurenanalyse solle sich eine kritische Diskussion zum Thema Rache und Selbstjustiz anschließen, die aber auch in den sozialkundlichen Fächern oder im Ethik- und Philosophieunterricht sowie in der Rechtslehre angebracht ist, so Taylor weiter.

### Auszeichnungen (Auswahl)
Im Januar 2018 wurde der Film im Rahmen der Irish Film & Television Academy Awards in fünf Kategorien nominiert. Im Folgenden eine Auswahl von Nominierungen und Auszeichnungen im Rahmen weiterer Filmpreise.
AACTA International Awards 2018
- Auszeichnung als Bester Film
- Auszeichnung für das Beste Drehbuch
- Nominierung als Beste Hauptdarstellerin (Frances McDormand)
- Auszeichnung als Bester Nebendarsteller (Sam Rockwell)[47]
- Nominierung als Beste Nebendarstellerin (Abbie Cornish)

American Film Institute Awards 2018
- Aufnahme in die Top-10-Filme des Jahres 2017[48]

Art Directors Guild Awards 2018
- Nominierung für den Excellence in Production Design Award in der Kategorie Contemporary Film (Inbal Weinberg)[49]

British Academy Film Awards 2018
- Auszeichnung als Bester Film (Graham Broadbent, Pete Czernin und Martin McDonagh)
- Auszeichnung als Bester britischer Film (Graham Broadbent, Pete Czernin und Martin McDonagh)
- Auszeichnung für das Beste Originaldrehbuch (Martin McDonagh)
- Auszeichnung als Beste Hauptdarstellerin (Frances McDormand)
- Auszeichnung als Bester Nebendarsteller (Sam Rockwell)
- Nominierung als Bester Nebendarsteller (Woody Harrelson)
- Nominierung für die Beste Kamera (Ben Davis)
- Nominierung für den Besten Schnitt (Jon Gregory)
- Nominierung für die Beste Regie (Martin McDonagh)[50]

British Independent Film Awards 2017
- Auszeichnung für den Besten Schnitt (Jon Gregory)
- Auszeichnung für die Beste Filmmusik (Carter Burwell)
- Nominierung für die Beste Kamera (Ben Davis)
- Nominierung für das Beste Casting (Sarah Halley Finn)
- Nominierung für den Besten Sound (Joakim Sundström)[51]

Critics’ Choice Movie Awards 2018
- Nominierung als Bester Film
- Nominierung als Beste Regie (Martin McDonagh)
- Nominierung für das Beste Drehbuch (Martin McDonagh)
- Auszeichnung als Beste Hauptdarstellerin (Frances McDormand)
- Auszeichnung als Bester Nebendarsteller (Sam Rockwell)
- Auszeichnung als Bestes Schauspielensemble[52]

Directors Guild of America Awards 2018
- Nominierung für die Beste Spielfilmregie (Martin McDonagh)[53]

Eddie Awards 2018
- Nominierung für den Besten Filmschnitt – Comedy (Jon Gregory)[54]

Filmfest Hamburg 2017
- Nominierung für den Sichtwechsel-Filmpreis[55]

Gilde-Filmpreis 2018
- Auszeichnung als Bester Film (international)[56]

Golden Globe Awards 2018
- Auszeichnung als Bester Film
- Nominierung für die Beste Regie (Martin McDonagh)
- Auszeichnung für das Beste Drehbuch (Martin McDonagh)
- Auszeichnung als Beste Hauptdarstellerin (Frances McDormand)
- Auszeichnung als Bester Nebendarsteller (Sam Rockwell)
- Nominierung für die Beste Filmmusik[57]

Independent Spirit Awards 2018
- Nominierung für das Beste Drehbuch (Martin McDonagh)
- Auszeichnung als Beste Hauptdarstellerin (Frances McDormand)
- Auszeichnung als Bester Nebendarsteller (Sam Rockwell)[58][59]

London Critics’ Circle Film Awards 2018
- Auszeichnung als Bester Film
- Nominierung als British/Irish Film of the Year
- Auszeichnung als Beste Hauptdarstellerin (Frances McDormand)
- Nominierung als Bester Nebendarsteller (Woody Harrelson)
- Nominierung als Bester Nebendarsteller (Sam Rockwell)
- Auszeichnung für das Beste Drehbuch (Martin McDonagh)
- Nominierung für die Beste Regie (Martin McDonagh)[60]

Oscarverleihung 2018 (90th Academy Awards)
- Nominierung als Bester Film (Graham Broadbent, Pete Czernin und Martin McDonagh)
- Nominierung für das Beste Originaldrehbuch (Martin McDonagh)
- Auszeichnung als Beste Hauptdarstellerin (Frances McDormand)
- Auszeichnung als Bester Nebendarsteller (Sam Rockwell)
- Nominierung als Bester Nebendarsteller (Woody Harrelson)
- Nominierung für die Beste Filmmusik (Carter Burwell)
- Nominierung für den Besten Schnitt (Jon Gregory)

Producers Guild of America Awards 2018
- Nominierung als Bester Film (Graham Broadbent, Pete Czernin und Martin McDonagh)

Internationale Filmfestspiele von Venedig 2017
- Nominierung für den Goldenen Löwen (Martin McDonagh)
- Auszeichnung für das Beste Drehbuch (Martin McDonagh)[61]

Der Papierene Gustl 2018
- Auszeichnung als Bester Film[62]

San Sebastian Film Festival 2017
- Auszeichnung mit dem San Sebastian Audience Award (Martin McDonagh)[63]

Satellite Awards 2017
- Auszeichnung als Bester Film
- Auszeichnung für das Beste Originaldrehbuch (Martin McDonagh)
- Nominierung als Beste Filmschauspielerin (Frances McDormand)
- Auszeichnung als Bester Nebendarsteller (Sam Rockwell)
- Nominierung für die Beste Kamera (Ben Davis)
- Nominierung für den Besten Filmschnitt (Jon Gregory)[64]

Screen Actors Guild Awards 2018
- Auszeichnung als Beste Hauptdarstellerin (Frances McDormand)
- Auszeichnung als Bester Nebendarsteller (Sam Rockwell)
- Nominierung als Bester Nebendarsteller (Woody Harrelson)
- Auszeichnung als Bestes Ensemble in einem Film[65]

Toronto International Film Festival 2017
- Auszeichnung mit dem Publikumspreis[66]

Zurich Film Festival 2017
- Nominierung für den Golden Eye Award (Martin McDonagh)[67]

## Sonstiges
Die drei roten Plakatwände am Rande einer Landstraße tauchen bereits in Blood Simple – Eine mörderische Nacht (1984) von den Coen-Brüdern auf. Hier spielte Frances McDormand ebenfalls eine Hauptrolle.